# معركة أليزيا
معركة أليزيا أو حصار أليزيا، اشتباك عسكري من ضمن الحروب الغالية التي وقعت في سبتمبر عام 52 قبل الميلاد، حول الأوببيدوم (مستوطنة محصنة) الغاليّة في أليزيا، وهي مركز رئيسي لقبيلة ماندوبي. خاض المعركة جيش يوليوس قيصر ضد تحالف القبائل الغالية المتحدة تحت قيادة فرسن جتريكس ملك قبيلة الأرفيرني الكلتية والذي هَزمة الرومان قبل أشهر من الواقعة في معركة جرجوفيا. كانت آخر اشتباك كبير بين الغال والرومان، وتُعدّ أحد أعظم إنجازات يوليوس قيصر العسكرية ومثالًا كلاسيكيًا لحرب الحصار والاستثمار. شهدت معركة أليزيا نهاية استقلال الغال في فرنسا وبلجيكا.
من المحتمل أن موقع المعركة كان على قمة مونت أوكسوا، فوق أليز-سانت-رين الحديثة في فرنسا، ولكن هذا الموقع، كما جادل البعض، لا يتناسب مع وصف قيصر للمعركة. اقتُرِح عدد من البدائل بمرور الوقت، من بينها شو-دي-كوتيناي (في إقليم جورا بفرنسا الحديثة) التي لا تزال أحد المنافسين حتى يومنا هذا.
في مرحلة معينة خلال المعركة، فاق الغال القوات الرومانية عددًا بنسبة أربعة إلى واحد. وُصِفَ الحدث من قبل العديد من المؤلفين المعاصرين، بما في ذلك قيصر نفسه في سجله الشخصي تعليقات على الحرب الغالية. بعد النصر الروماني، أصبحت بلاد الغال (فرنسا الحديثة على وجه التقريب) المهزومة مقاطعة رومانية. وهب مجلس الشيوخ الروماني عيد شكر لمدة 20 يومًا لفوز قيصر في حرب الغال.

## تحديد الموقع
لسنوات عديدة، كان الموقع الفعلي للمعركة غير معروف. ركزت النظريات المتنافسة في بادئ الأمر على مدينتين، ألايز في فرانش كونته وأليز-سانت-رين في كوت دور. دعم الإمبراطور نابليون الثالث من فرنسا المرشح الثاني، وخلال الستينيات من القرن التاسع عشر، موّل عمليات البحث الأثرية التي كشفت عن أدلة تدعم وجود معسكرات رومانية في المنطقة. خصص الإمبراطور بعد ذلك تمثالًا لفرسن جتريكس في الأنقاض المكتشفة حديثًا.
استمرت حالة عدم اليقين على الرغم من ذلك، فقد أثيرت أسئلة حول صحة ادعاء أليز-سانت-راين. يُقال إن الموقع أصغر من أن يستوعب حتى التقديرات المنقحة لـ 80000 رجل من قوات المشاة الغالية، إلى جانب سلاح الفرسان والأفراد الإضافيين. يُزعم أيضًا أن تضاريس المنطقة لا تتوافق مع وصف قيصر. في الستينيات من القرن الماضي، جادل عالم الآثار الفرنسي أندريه برتييه بأن قمة التل كانت منخفضة بدرجة أكبر من أن تتطلب حصارًا، وأن «الأنهار» كانت في واقع الأمر جداول صغيرة.
اقترح برتييه أن موقع المعركة كان في شو-دي-كوتيناي عند سفح جبال جورا - وهو المكان الذي يناسب الأوصاف في الحروب الغالية لقيصر. عُثِرَ على تحصينات رومانية في ذلك الموقع. تستمر دانييل بورتي، أستاذة في جامعة السوربون، في تحدي تحديد أليز-سانت-رين كموقع للمعركة، لكن مدير متحف أليزيا، لوران دي فروبرفيل، يؤكد على أن الأدلة العلمية تدعم هذا التحديد. رأى المؤرخ والعالم الكلاسيكي كولن ولز أن عمليات التنقيب في أليز-سانت-رين في التسعينيات كان يجب أن تزيل كل الشكوك المحتملة حول الموقع، واعتبر أن بعض المناصرات للمواقع البديلة تعتبر «...هراءً عاطفيًا».

## الأرقام المعنية
تصعب معرفة الأرقام الدقيقة لحجم الجيوش المعنية، وكذلك عدد الخسائر التي لحقت بها. لطالما كانت مثل هذه الأرقام سلاحًا دعائيًا قويًا، وبالتالي فهي مشبوهة. يشير قيصر في سجله الحرب الغالية إلى قوة إغاثة من الغال تبلغ ربع مليون، على الأرجح أنها مبالغة لتعزيز فوزه. لسوء الحظ، فإن السجلات الوحيدة المتبقية للأحداث رومانية، وبالتالي يوجد احتمال أن تكون متحيزة. يعتقد المؤرخون الحديثون عادة أن عددًا يتراوح بين خمسين ألف ومئة ألف رجل هو أكثر معقولية. قدّر هانس ديلبروك عشرين ألف رجل في الحصن وخمسين ألفًا في قوة الإغاثة على وجه التقريب، رغم أنه اعتبر أن حتى هذه الأرقام مرتفعة جدًا. الحقيقة الوحيدة المعروفة هي أن كل رجل في جحافل قيصر تلقى عبدًا غاليًّا، ما يعني وجود ما لا يقل عن أربعين ألف سجين، معظمهم من الحامية المحاصرة. فقط سجناء الأرفيني والإيديو احتفظوا بحريتهم بفضل بسالتهم. من المحتمل أن قوات الإغاثة عانت من خسائر فادحة، مثل العديد من الجيوش الأخرى التي فقدت نظام صفوفها وتراجعت بسبب سلاح الفرسان الرومانيين.